# Campeonato Mundial de Ciclismo em Pista de 2011

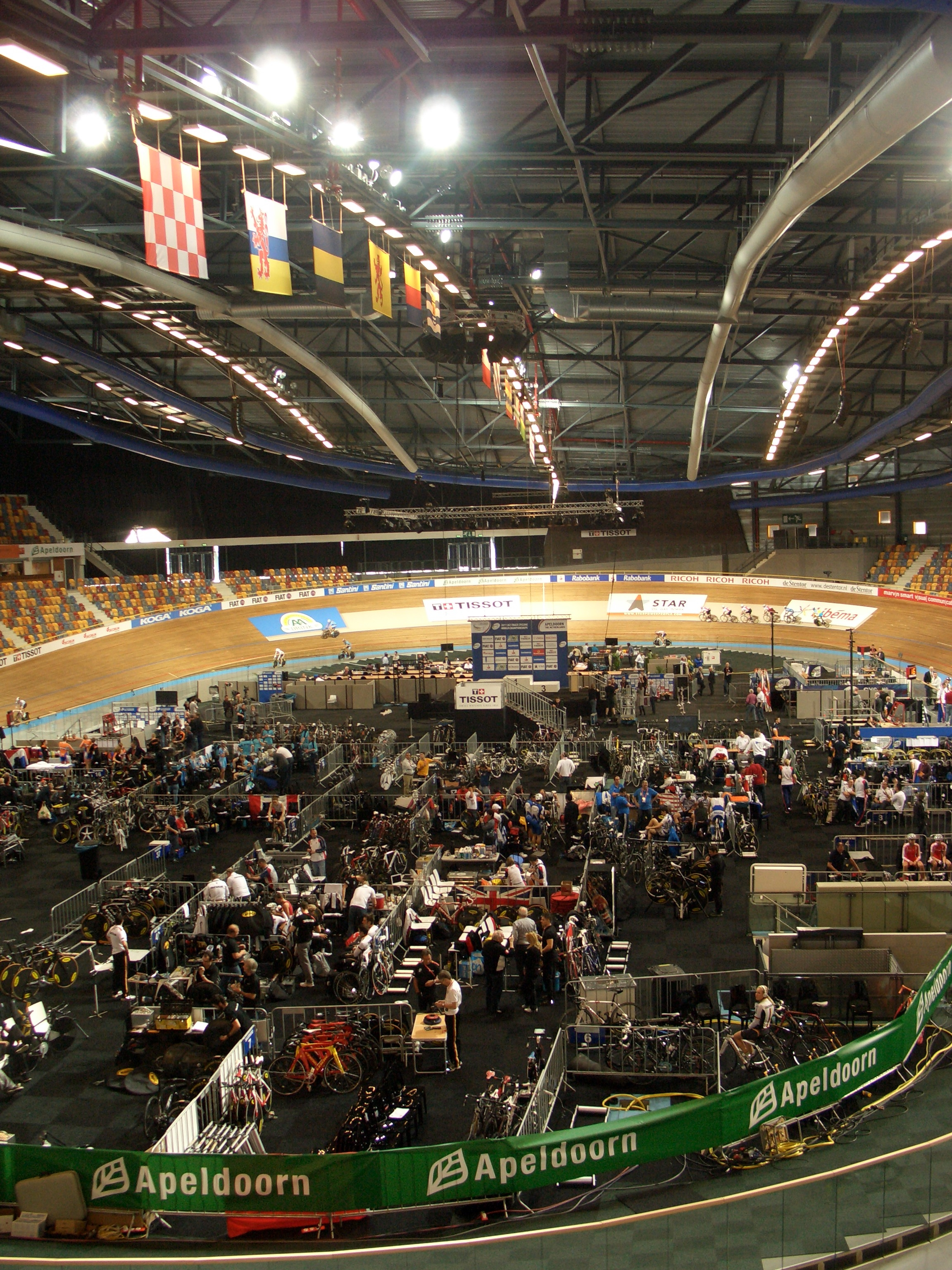
Foto do interior da sala

O CVIII Campeonato Mundial de Ciclismo em Pista celebrou-se na Apeldoorn (Países Baixos) entre 23 e 27 de março de 2011 baixo a organização da União Ciclista Internacional (UCI) e a Real Federação Neerlandesa de Ciclismo.
As competições realizaram-se no velódromo Omnisport Apeldoorn da cidade holandesa. Foram disputadas 19 provas: 10 masculinas e 9 femininas.

## Países participantes
Participaram 355 cilcistas (homens/mulheres) de 20 federações nacionais filiadas à UCI:
| África (CAC)        | América (COPACI) | Ásia (ACYC) | Europa (UEC) | Oceania (OCF)                           |
| ------------------- | --- | --- | --- | --------------------------------------- |
| África do Sul (1/-) | Argentina (2/-) · Canadá (5/5) · Chile (5/1) · Colômbia (9/3) · Cuba (-/3) · Estados Unidos (4/5) · México (-/2) · Venezuela (3/2) | China (6/5) · Coreia do Sul (-/3) · Hong Kong (4/4) · Japão (7/3) · Cazaquistão (1/-) · Malásia (4/1) · Tailândia (1/2) · Taiwan (-/2) · Uzbequistão (2/-) | Alemanha (16/7) · Áustria (3/-) · Bélgica (8/4) · Bielorrússia (-/4) · Dinamarca (5/-) · Eslováquia (-/1) · Eslovênia (1/-) · Espanha (13/4) · França (13/4) · Grécia (8/2) · Irlanda (1/1) · Itália (10/5) · Lituânia (-/7) · Países Baixos (14/7) · Polónia (7/4) · Reino Unido (9/8) · Chéquia (9/2) · Rússia (17/10) · Suíça (7/2) · Ucrânia (6/5) | Austrália (12/7) · Nova Zelândia (12/5) |

## Medalhistas

### Masculino
| Evento                          | Ouro                                                                                   | Prata                                                                                | Bronze                                                                                  |
| ------------------------------- | -------------------------------------------------------------------------------------- | ------------------------------------------------------------------------------------ | --------------------------------------------------------------------------------------- |
| Velocidade individual (25.03)   | Jason Kenny · Reino Unido                                                              | Chris Hoy · Reino Unido                                                              | Mickaël Bourgain · França                                                               |
| Velocidade por equipas (23.03)  | Alemanha · René Enders · Maximilian Levy · Stefan Nimke · 44,483                       | Reino Unido · Matthew Crampton · Chris Hoy · Jason Kenny · 44,235                    | Austrália · Daniel Ellis · Matthew Glaetzer · Jason Niblett · 45,241                    |
| Perseguição individual (24.03)  | Jack Bobridge · Austrália · 4:21,141                                                   | Jesse Sergent · Nova Zelândia · 4:23,865                                             | Michael Hepburn · Austrália · 4:22,553                                                  |
| Perseguição por equipas (23.03) | Austrália · Jack Bobridge · Rohan Dennis · Luke Durbridge · Michael Hepburn · 3:57,832 | Rússia · Alexei Markov · Evgeny Kovalev · Ivan Kovaliov · Alexander Serov · 4:02,229 | Reino Unido · Edward Clancy · Steven Burke · Peter Kennaugh · Andrew Tennant · 4:02,781 |
| 1 km contrarrelógio (27.03)     | Stefan Nimke · Alemanha · 1:00,793                                                     | Teun Mulder · Países Baixos · 1:01,179                                               | François Pervis · França · 1:01,228                                                     |
| Carreira por pontos (25.03)     | Edwin Ávila · Colômbia · 33 pts.                                                       | Cameron Meyer · Austrália · 25 pts.                                                  | Morgan Kneisky · França · 23 pts.                                                       |
| Scratch (23.03)                 | Kwok Ho Ting · Hong Kong                                                               | Elia Viviani · Itália                                                                | Morgan Kneisky · França                                                                 |
| Keirin (26.03)                  | Shane Perkins · Austrália                                                              | Chris Hoy · Reino Unido                                                              | Teun Mulder · Países Baixos                                                             |
| Madison (27.03)                 | Leigh Howard · Cameron Meyer · Austrália · 8 pts.                                      | Martin Bláha · Jiří Hochmann · Chéquia · 1 pts.                                      | Theo Bos · Peter Schep · Países Baixos · 21 (-1) pts.                                   |
| Omnium (26.03)                  | Michael Freiberg · Austrália · 34 pts.                                                 | Shane Archbold · Nova Zelândia · 38 pts.                                             | Gijs Van Hoecke · Bélgica · 41 pts.                                                     |

### Feminino
| Evento                          | Ouro                                                                     | Prata                                                                  | Bronze                                                                 |
| ------------------------------- | ------------------------------------------------------------------------ | ---------------------------------------------------------------------- | ---------------------------------------------------------------------- |
| Velocidade individual (26.03)   | Anna Meares · Austrália                                                  | Simona Krupeckaitė · Lituânia                                          | Victoria Pendleton · Reino Unido                                       |
| Velocidade por equipas (24.03)  | Austrália · Anna Meares · Kaarle McCulloch · 33,237                      | Reino Unido · Victoria Pendleton · Jessica Varnish · 33,525            | China · Guo Shuang · Gong Jinjie · Lin Junhong · 33,586                |
| Perseguição individual (25.03)  | Sarah Hammer · Estados Unidos · 3:32,933                                 | Alison Shanks · Nova Zelândia · 3:33,229                               | Vilija Sereikaitė · Lituânia · 3:37,643                                |
| Perseguição por equipas (24.03) | Reino Unido · Laura Trott · Wendy Houvenaghel · Danielle King · 3:23,419 | Estados Unidos · Sarah Hammer · Dotsie Bausch · Jennie Reed · 3:25,308 | Nova Zelândia · Kaytee Boyd · Jaime Nielsen · Alison Shanks · 3:24,065 |
| 500 m contrarrelógio (23.03)    | Olga Panarina · Bielorrússia · 33,896                                    | Sandie Clair · França · 33,919                                         | Miriam Welte · Alemanha · 34,496                                       |
| Carreira por pontos (23.03)     | Tatsiana Sharakova · Bielorrússia · 30 pts.                              | Jarmila Machačová · Chéquia · 20 pts.                                  | Giorgia Bronzini · Itália · 14 pts.                                    |
| Scratch (26.03)                 | Marianne Vos · Países Baixos                                             | Katherine Bates · Austrália                                            | Danielle King · Reino Unido                                            |
| Keirin (27.03)                  | Anna Meares · Austrália                                                  | Olga Panarina · Bielorrússia                                           | Clara Sanchez · França                                                 |
| Omnium (27.03)                  | Tara Whitten · Canadá · 23 pts.                                          | Sarah Hammer · Estados Unidos · 31 pts.                                | Kirsten Wild · Países Baixos · 42 pts.                                 |

## Medalheiro
| 1  | Austrália      | 8  | 2  | 2  | 12 |
| 2  | Reino Unido    | 2  | 4  | 3  | 9  |
| 3  | Bielorrússia   | 2  | 1  | 0  | 3  |
| 4  | Alemanha       | 2  | 0  | 1  | 3  |
| 5  | Estados Unidos | 1  | 2  | 0  | 3  |
| 6  | Países Baixos  | 1  | 1  | 3  | 5  |
| 7  | Canadá         | 1  | 0  | 0  | 1  |
| 7  | Colômbia       | 1  | 0  | 0  | 1  |
| 7  | Hong Kong      | 1  | 0  | 0  | 1  |
| 10 | França         | 0  | 1  | 5  | 6  |
| 11 | Nova Zelândia  | 0  | 3  | 1  | 4  |
| 12 | Chéquia        | 0  | 2  | 0  | 2  |
| 13 | Itália         | 0  | 1  | 1  | 2  |
| 13 | Lituânia       | 0  | 1  | 1  | 2  |
| 15 | Rússia         | 0  | 1  | 0  | 1  |
| 16 | Bélgica        | 0  | 0  | 1  | 1  |
| 16 | China          | 0  | 0  | 1  | 1  |
|    | TOTAL          | 19 | 19 | 19 | 57 |